# Rolls-Royce Phantom VII
O Rolls-Royce Phantom VII é um sedan de grande porte da Rolls-Royce. Custa aproximadamente 250 000 libras esterlinas ou quase R$ 2,8 milhões (Brasil), tem velocidade máxima de 240 km/h e atinge 100 km/h a partir da imobilidade em 5,7 segundos. É considerado o mais luxuoso e durável carro do mundo.
O Phantom é dotado de um motor V12 de 6,75L, 750 cc gerador de 453 cv desenvolvido para a chamada força de torção baixa, que o faz subir ladeiras quase sem esforço. Sua transmissão é do tipo CVT, fazendo com que seu desempenho e consumo de combustível sejam melhores. Mesmo assim, seu consumo médio é de 6 km/l na cidade e 10 na estrada. Sua suspensão é muito macia, o que o faz rodar em ruas esburacadas silenciosamente - e isso também se deve ao revestimento interno do carro. Ele também tem várias partes, como o painel de instrumentos, revestidos em madeira. A fábrica disponibiliza ao cliente vários opcionais, como a pintura (44 mil cores à disposição), o tipo do couro e da madeira e vários "mimos", como um frigobar no porta-malas. Mas o Phantom tem dois itens de série que chamam a atenção: os guarda-chuvas embutidos nas portas e o Coachline, o característico risco no contorno do carro.
A mascote da Rolls-Royce, o Espírito do Êxtase também está presente nesse carro (como em todos os modelos Rolls-Royce), mas com uma diferença: esta está sobre um mecanismo retrátil que a envia para a grade quando o dono aperta um botão ou automaticamente, em caso de colisão.

## Phantom 101EX
A versão 101EX foi lançada em 2006 no Salão de Genebra, sendo de teto fixo e 240 mm menor que a versão original. O teto mais baixo confere uma sensação de  mais espaço. A parte da dianteira foi inteiramente modificada, dando maior destaque à grade do radiador e aos faróis. Os faróis de milha também foram rebaixados, conferindo um espaço vago entre os faróis e o para-choque. 

## Phantom Series II
O Phantom Series II foi anunciado em maio de 2012 para estrear como principal carro da marca em 2013. Uma equipe liderada por Giles Taylor ficou responsável por trabalhar o novo modelo com base no Phantom original de 2003, sem considerar as versões lançadas posteriormente. Entre as mudanças, destacam-se o farol de milha retangular de LED, o painel também em LED e caixa de 8 velocidades.  